# Erepsia babiloniae
Erepsia babiloniae là một loài thực vật có hoa trong họ Phiên hạnh. Loài này được Liede mô tả khoa học đầu tiên năm 1989 publ. 1990.